# 杨损
杨损（810年代—879年），字子默。虢州弘农县人。唐朝官员。
杨嗣复之子。以門荫受官，为蓝田（今陕西省蓝田县）尉。三次升迁為京兆府司录参军，入京擔任殿中侍御史。當時宰相路巖想擴建住宅，請楊損移開馬厩，杨损不肯。路巖不悅，改派杨损出京按狱黔中。路巖罢相，卢携作宰相，复拜给事中，出京为陕虢观察使。一年後，改任青州刺史、御史大夫、淄青节度使。累官检校刑部尚书、郓州刺史、天平军节度使。不久再留任青州，年过六十，卒于镇上。

## 子孙
- 杨溥，字無尤
  - 杨安貞，字不忒
  - 杨安古，字垂則